# Pròcor
Pròcor fou l'un dels set primers diaques de l'Església cristiana. La tradició fa d'ell un nebot d'Esteve. Company de Joan l'Apòstol aquest l'hauria fet bisbe de Nicomèdia, a Bitínia.
Hauria estat martiritzat a Antioquia al segle I. És venerat pel cristianisme i la seva festa es commemora el 28 de juliol amb quatre altres diaques.

## Citació
« Per tant, germans, trieu entre vosaltres set homes de bona reputació.... La proposta va agradar a tota l'assemblea, i elegiren Esteve… Felip, Pròcor, Nicànor, Timó, Pàrmenes i Nicolau… ［Ac 6:3-5］ »